# Cinnamoroll
Cinnamoroll (シナモロール Shinamorōru?) es una serie y personaje diseñado por Miyuki Okumura para la compañía japonesa Sanrio, el 6 de marzo de 2001.  El personaje principal, Cinnamoroll, es un cachorro blanco con mejillas regordetas y rosadas, orejas largas, ojos azules y una cola que se asemeja a un rollo de canela.Protagonizó su propia serie de manga, una película de anime y varios cortometrajes de animación.
En su ejecución inicial, la serie se expandió a dos series secundarias oficiales: Cinnamoangels (シナモエンジェルス Shinamoenjerusu?)  en 2005, que se centra en Azuki, Mocha y Chiffon y Lloromannic (ルロロマニック Ruroromanikku?)  en 2007, que se centra en Berry y Cherry.

## Historia
Cinnamoroll es un cachorro blanco que vive en Café Cinnamon. Es amigo de Chiffon, Mocha, Espresso, Cappuccino y Milk. Cinnamoroll cayó del cielo mientras deambulaba entre las nubes y aterrizó cerca del Café Cinnamon. Chowder lo vio y la Sra. Anna lo atrapó. Después la Sra. Anna le presentó a sus nuevos hermanos, Chiffon, Mocha, Espresso, Cappuccino y Milk.

## Personajes
Cinnamoroll (シナモロール(Shinamorōru)?)
Voz por: Taeko Kawata
Cinnamoroll (6 de marzo) Es un cachorro blanco y regordete, con largas orejas que le permiten volar. Tiene ojos azules, mejillas rosadas y una cola que se asemeja a un rollo de canela. Cinnamoroll vuela por el pueblo buscando diversión y nuevas aventuras con sus amigos y una de sus principales aficiones es comer.
Cappuccino (カプチーノ Kapuchīno?)
Voz por: Rei Sakuma
Cappuccino (27 de junio) es un cachorro que vive en la casa con techo rojo al otro lado de la calle del Café Cinnamon.  Tiene un comportamiento relajado, un gran apetito, toma siestas largas y tranquilas. Cappuccino es fácil de reconocer por su boca, que recuerda a una taza de capuchino humeante, y le gusta comer, pero lo que más le gusta de todo es tomar una siesta. Es el glotón del grupo. También le encanta atrapar insectos, que es su actividad favorita. En 2007, con la presentación de Coco y Nuts, Cappuccino se convirtió en su hermano mayor protector, siempre vigilando al dúo dinámico.

Chiffon (シフォン Shifon?)
Voz por: Ikue Ōtani
Chiffon (14 de enero) Es una cachorra que vive junto a un parque verde y exuberante, es la más enérgica de los cachorros. Chiffon inspira a sus amigos y no se preocupa por las pequeñas cosas.  Sus orejas, que son esponjosas como un pastel de gasa, son su característica más destacada. Ella también es una Tomboy y le encanta jugar al tenis. Tiene un lado sensible cuando se trata de animales. Le encantan los deportes y sueña con ganar algún día una medalla de oro en los Juegos Olímpicos. Cinnamoroll está enamorado de ella y es amante de los animales al igual que ella. Chiffon junto a Mocha y Azuki, forman el grupo ídol de tres chicas Cinnamonangels y usan un sombrero elegante. El color de las orejas y la cola de Chiffon suele ser marrón, aunque a veces es de color naranja, como se ve en el manga, y muy raramente de color rosa.
Espresso (エスプレッソ Esupuresso?)
Voz por: Ryoko Shiraishi
Espresso (4 de diciembre) Es un cachorro que vive cerca del parque en la casa más grande de los alrededores. Espresso es muy inteligente y educado, pero a veces se siente solo y se queja. Es conocido por su distinguido peinado tipo Mozart.  Su dueño es una actriz famosa y su padre es un conocido director de cine. Espresso es especialmente bueno para dibujar, pintar y escuchar música. Pero no puede dormir sin su manta favorita, lo que le hace quejarse y llorar mucho como un cachorro triste. En el Manga, lleva una Boina roja o verde y un pañuelo rojo o verde.
Mocha (モカ Moka?)
Voz por: Yumi Kakazu
Mocha (20 de febrero) Es una cachorra que vive en una casa blanca en la cima de una colina. Es  elegante y también la "hermana mayor" del grupo, siempre cuidando de los demás. Mocha es conocida por su sedoso pelaje marrón chocolate y sus lazos rosas con flores. Está enamorada de Cinnamoroll, le encanta la moda y vestirse elegante, pero no le gustan los pimientos ni los insectos. Se la representa más comúnmente como el interés amoroso de Cinnamoroll. En el Manga, el color del pelaje de Mocha es marrón claro y se la ve usando diferentes accesorios para el cabello además de sus flores rosas. Junto a Chiffon y Azuki, forman el grupo ídol de tres chicas Cinnamonangels, siendo la líder del grupo.
Milk (みるく Miruku?)
Voz por: Ikue Ōtani
Milk (4 de febrero) es un cachorro bebé que vive cerca del parque en una casa con chimenea. El más pequeño y joven de los cachorros, le gusta que lo mimen, se queja y llora si no tiene su chupete favorito. Se puede reconocer a Milk por su chupete azul y el único rizo de pelo de bebé en la parte superior de su cabeza. Quiere ser como Cinnamoroll cuando sea mayor. Su chupete es su posesión más preciada y es experto en tragar grandes cantidades de leche. Milk no puede hablar, por lo que las únicas palabras que puede decir son "Ba-Boo".
Cornet (コルネ Korune?)
Cornet es un niño unicornio que vive en el cielo sobre las nubes. Tiene un pelaje azul claro, una melena rosa y una cola, su cuerno tiene forma de cono de helado.
Coco (ココ Koko?)
Coco (25 de julio) Es un cachorro que lleva un pañuelo rojo alrededor del cuello. Él y su hermano gemelo Nuts fueron rescatados por Cinnamoroll cuando una cigüeña blanca fue impactada por un rayo durante una tormenta, lo que provocó que la bolsa se cayera de su pico. Cinnamoroll, rápidamente voló hacia abajo para atrapar la bolsa que llevaba la cigüeña. Para cuando Cinnamoroll aterrizó en el suelo. Abrió la bolsa y reveló que dentro había dos cachorros recién nacidos. Luego, Cinnamoroll llevó a Coco y Nuts al Café Cinnamon para darles un nuevo hogar.  El color del pelaje de Coco es marrón claro y tiene una mancha blanca en la boca como su hermano mayor Cappuccino y su hermano gemelo Nuts.  Coco y su hermano Nuts tienen diferentes estilos de orejas.  Coco y Nuts aparecen en el quinto volumen del manga, donde Cinnamoroll cuida a los dos mientras Cappuccino está fuera.
Nuts (ナッツ Nattsu?)
Nuts (25 de julio) Es un cachorro macho que lleva una bufanda azul alrededor del cuello. Es más curioso que su hermano Coco y a menudo se le ve durmiendo. El color del pelaje de Nut es el mismo que el color del pelaje de Coco.  Nuts junto con su hermano gemelo Coco aparecen en el quinto volumen del manga, donde Cinnamoroll cuida a los dos mientras Cappuccino está fuera.
Poron (ポロン Poron?)
Poron es una cachorrita de color rosa claro que lleva un lazo azul claro en la cabeza y posee una brújula del tiempo que la ayuda en su viaje con Cinnamoroll. Ella es su tercera amiga de Cinnamoroll. Ella es una viajera en el tiempo y un día, cayó del cielo sobre la esponjosa cabeza de Cinnamoroll. Se hicieron amigos y se embarcaron en aventuras con Cornet. Fue presentada por primera vez en la cuenta japonesa de Twitter de Cinnamoroll, en abril de 2014. Su cuerpo es esponjoso como las nubes y su cola también se parece al ala de un ángel. También hace apariciones ocasionales en la cuenta oficial de Twitter de Cinnamoroll.
Azuki (アズキ Azuki?)
Voz por: Masako Okōchi
Azuki (25 de septiembre) Es una cachorra que sueña con convertirse en ídol. Es una dama, pero a veces un poco fuera de lugar en términos de personalidad. Ella está a cargo de los modales de las Cinnamoangels, de la adivinación, también practica la caligrafía y los arreglos florales con la esperanza de convertirse en una verdadera dama japonesa.
Berry (べリー Berī?)
Voz por: Kōki Miyata
Onegai My Melody
Berry (6 de junio) es un demonio con cuernos de carnero y alas de murciélago negras, que tiene la capacidad de transformarse en una forma más diabólica;  sus cuernos de carnero se convierten en cuernos de diablo, ojos dorados, le crecen colmillos afilados, cambia de color de gris medio a negro oscuro, alas esqueléticas, garras afiladas en forma de garras y su voz cambia. Parece tener talento para hacer pociones. Tanto Berry como Cherry atraviesan su espejo mágico para entrar al mundo humano y gastar bromas a los niños mientras duermen. El dúo le tienen miedo el día por lo que se esconden en el armario o en los cajones si no llegan a casa a tiempo hasta que llegue la noche. Son amigos de un murciélago, una linterna mágica y una calabaza. Berry actúa como narrador en el anime Onegai My Melody, junto a Cherry.
Cherry (チェリー Cherī?)
Voz por: Fujiko Takimoto
Onegai My Melody
Cherry (9 de septiembre) es un demonio femenino y cómplice de Berry;  quien fue creado cuando Berry usó accidentalmente un frasco de sal que tenía su etiqueta cubierta por otra, escrita como "azúcar". Cuando Cherry se transforma en su forma diabólica, sus orejas de murciélago cerradas de color negro claro se transforman en alas de murciélago abiertas de color negro oscuro, sus ojos negros en ojos de fandango, su sombrero de copa desaparece, sus dientes en colmillos y su voz cambia. A Cherry le encanta gastarle bromas a Berry.  Cherry también está enamorada de Espresso. Tanto Berry como Cherry atraviesan su espejo mágico para entrar al mundo humano y gastar bromas a los niños mientras duermen.  El dúo le tienen miedo al día por lo que se esconden en el armario o en los cajones si no llegan a casa a tiempo hasta que llegue la noche. Son amigos de un murciélago, una linterna mágica y una calabaza.  Cherry actúa como narradora en el anime Onegai My Melody, junto a Berry.

Anna (アンナ Anna?)
Voz por: Satomi Ishihara
Una mujer humana propietaria del Café Cinnamon. Antes de 2005, casi no se la veía y solo se mencionaba en la biografía del personaje de Cinnamoroll. Su primera aparición ilustrada fue en la serie de manga "Fluffy Fluffy Cinnamoroll", donde fue ilustrada por Yumi Tsukirino, quien desempeña un papel menor. Finalmente consiguió un rediseño en los volúmenes posteriores donde le dieron ojos. La dueña del café fue posteriormente nombrada "Anna" en la película de 2007 "Cinnamon The Movie". En la película, recibió un tercer rediseño en el que usa un vestido rosa y rojo y se la representa con cabello rojo claro. En la película, conoce a Cinnamoroll por primera vez mientras viaja en bicicleta de regreso al Café Cinnamon, donde Cinnamoroll cae en su carrito. Más tarde es secuestrada por el monstruo de las natillas Chowder y planea casarse con ella.
Chowder (チャウダー Chaudā?)
Voz por: Tomonori Jinnai
Chowder es un personaje exclusivo de "Cinnamon The Movie" y el principal antagonista de la película. Chowder es una criatura mágica que vive en un bosque cerca del Café. Primero descubre a Cinnamoroll en su bola de cristal mientras ve a Cinnamoroll conocer a Anna y dirigirse directamente al café. Decide seguir rápidamente la bicicleta de Anna directamente al Café en secreto y lanza un hechizo que invoca a un monstruo hecho de natillas, lo que hace que Cinnamoroll y sus amigos se separen del dueño del café, dejando a Chowder con Cinnamoroll y sus amigos. Mocha, junto con Chiffon y Espresso, están constantemente molestos y son poco confiables con Chowder durante toda la película. Finalmente, Chowder se arrepiente de su decisión y luego se disculpa con Cinnamoroll, sus amigos y el dueño del café por el caos que creó al final de la película. Anna, junto con Cinnamoroll y sus amigos, organizan una fiesta en el Café después de que Chowder cambia de opinión.

## Rebautizar
Cuando Sanrio lo creó por primera vez en 2001, se llamaba Baby Cinnamon. Un año más tarde pasó a llamarse Cinnamoroll, para solucionar posibles problemas con el registro de la marca en el extranjero, aunque ahora se llama de ambas maneras, pero también de forma más sencilla, Cinnamon. A partir de 2007, Sanrio ya no utiliza el nombre original "Baby Cinnamon", y se llama oficialmente "Cinnamoroll". En Japón, todavía se le llama "Cinnamoroll", pero sobre todo se le llama "Cinnamon".

## Medios de comunicación

### Anime
Una película basada en el personaje titulada  Cinnamon The Movie (シナモン The Movie Shinamon THE MOVIE?)  fue producida por Madhouse Studios y se estrenó en Japón el 22 de diciembre de 2007. La película tuvo una doble facturación junto con otra película animada de Madhouse, Nezumi Monogatari: George to Gerald no Bōken . Está dirigida por Gisaburō Sugii ( Night on the Galactic Railroad) y escrita por Mari Okada ( Toradora!, Anohana: Aún no sabemos el nombre de la flor que vimos aquel día, Mobile Suit Gundam: Iron-Blooded Orphans ). Tohoshinki interpretó la canción final de la película titulada " Together ".
Otros videos de Cinnamoroll incluyen "Zēnbu! Cinnamon", "Cinnamon no Himitsu no Tobira", "ABCinnamon Eigo de Asobo!" y títulos de la serie Sanrio Pokoapoko.
En marzo de 2023, Sanrio inició un canal de YouTube para Cinnamoroll donde transmitió un anime corto llamado Cinnamon Anime Damon (シナモンアニメだもん Shinamon Anime Damon?) .
En junio de 2023 se anunciaron dos series de anime. Una serie corta de anime titulada I. Cinnamoroll comenzó a transmitirse en el canal Cinnamoroll de YouTube desde el 5 de octubre de 2023, y una serie de televisión de cocina protagonizada por el actor Ken Yasuda, titulada Cinnamon to Yasuda Ken no Yurudoki Sūbun Cooking, se estrenó en TBS Television el 7 de octubre. 2023.

### Otras apariciones
En 2005, se lanzó la serie stop-motion "Hello Kitty Stump Village". Cinnamoroll es uno de los personajes principales junto a Hello Kitty, My Melody, Pom Pom Purin y Badtz-Maru. En 2008, la serie de televisión animada CGI Las aventuras de Hello Kitty y sus amigos. Cinnamoroll es un personaje secundario y debuta en un episodio llamado "Cinnamoroll Café", donde está construyendo su propio café. Pero es demasiado tímido para pedir ayuda. También aparece en la serie web de 2020, Hello Kitty and Friends: Supercute Adventures presentada en el canal oficial de YouTube estadounidense de Sanrio, donde comenzó como un personaje secundario en la temporada 1, antes de unirse al elenco principal en la temporada 2 junto a Hello Kitty, Pom Pom Purin., Mi Melodía, Keroppi, Badtz-Maru, Kuromi y Chococat.
Cinnamoroll también es el anfitrión de la atracción de paseo en barco llamada "Sanrio Character Boat Ride" en Sanrio Puroland y Harmonyland, donde invita a los invitados a asistir a la boda de Hello Kitty y Dear Daniel.

### Videojuegos
Cinnamoroll se convirtió rápidamente en la estrella de los videojuegos. Hay cuatro videojuegos que lo presentan a él y a sus amigos. Los primeros videojuegos fueron "Cinnamoroll Koko ni Iru yo", que se lanzó en Japón en 2004, y "Cinnamoroll FuwaFuwa Daibouken", que se lanzó en Japón en 2005 y eran solo para Game Boy Advance. Nintendo también creó dos juegos para Nintendo DS llamados "Cinnamoroll: Ohanashi shiyo! - Kira Kira DE Kore Café" en 2006, y un juego de Pinball llamado "Cinnamoroll: Kurukuru Sweets Paradise" creado en 2007. También hizo apariciones en juegos de Hello Kitty como "Hello Kitty: Big City Dreams", "Hello Kitty Birthday Adventures" y "Loving Life with Hello Kitty & Friends" para DS y "Hello Kitty Seasons" para Wii. Los amigos de Cinnamoroll (en particular, Cappuccino) también aparecen en ciertas áreas de "Hello Kitty Seasons". Cinnamoroll también aparece en el primer y único juego de rol multijugador masivo en línea de Sanrio llamado Hello Kitty Online como NPC en ciertas misiones especiales. Los Cinnamoangels también hicieron cameos en Hello Kitty Online como estatuas, solo en Londres. Mientras que los amigos de Cinnamoroll, Mocha y Chiffon, pueden verse como uno de los emoticonos de un gremio con temática de Cinnamoroll. Cinnamoroll también aparece en "Hello Kitty World" para Android y iPhone como uno de los personajes que desbloqueas una vez que agregas una nueva atracción cuando alcanzas un cierto nivel. Cinnamoroll también es uno de los corredores de " Hello Kitty Kruisers ", que está disponible para Android, iPhone, Wii U y Nintendo Switch. Cinnamoroll también tuvo una breve colaboración con Sky: Niños de la luz, realizada por thatgamecompany, donde abrió su cafetería para los jugadores.

### Manga
Un manga de cinco volúmenes de la serie, titulado Fluffy, Fluffy Cinnamoroll (ふわふわ シナモン Fuwafuwa Shinamon?)  fue escrito por Chisato Seki e ilustrado por Yumi Tsukirino . Fue publicado en Japón de 2004 a 2007 por Shogakukan y serializado en la revista mensual Pucchigumi. En 2008, salieron tres volúmenes especiales del manga en Japón llamados "Fluffy, Fluffy Cinnamoroll Color Edition" (カラー版 ふわふわ シナモン Karāban Fuwafuwa Shinamon), la cual tiene todas las páginas de cada manga en color e historias completamente nuevas. En 2005, se realizó una serie de manga derivada que se centró en The Cinnamoangels entre 2005 y 2008 llamada "Puri Kawa Shinamonenjerusu!!" (プリ☆かわ☆シナモンエンジェルス!!) que se centra en Mocha, Chiffon y Azuki realizando diversas actividades y tratando de atraer a los niños.

### Libros
Una adaptación de la novela titulada Cinnamoroll: Cinnamon's Wonderland Trip (シナモロール シナモンのふしぎ旅行 Shinamorōru Shinamon no Fushigi ryokō?)  fue lanzada por Kadokawa Shoten bajo el sello Tsubasa Bunko el 15 de septiembre de 2014, protagonizada por Cinnamoroll y Poron a través de varias aventuras, además de hacer viaje en el tiempo.
Cinnamoroll tiene una serie de tres libros ilustrados de viajes llamada "Cinnamon Travel Ehon" (シナモントラベルえほん). Otro libro japonés de Cinnamoroll es "Cinnamon ga Ippai!, etiquetado como "official fan book"."

### Comercialización
La mercancía de Cinnamoroll incluye juguetes de peluche Build-a-Bear, zapatos Converse, y productos cruzados con Hikaru Midorikawa.

### Eventos
Los personajes de la serie también aparecieron en varios espectáculos, desfiles y eventos en vivo de Sanrio Puroland y HarmonyLand. Tras su debut en 2007 con su primer musical Cinnamon's Door of Secrets (シナモンのひみつの扉 Shinamon no Himitsu no tobira?)  .
Cinnamoroll apareció en un vídeo musical con la banda de rock japonesa Scandal.  En junio de 2012, Sanrio se asoció con MasatakaP para crear un vídeo animado coincidiendo con el décimo aniversario del personaje utilizando el software MikuMikuDance . El vídeo está a cargo de MastakaP para la animación mientras que Intetsu, el bajista de la banda Ayabie, se encarga de la música. Sanrio estuvo disponible una versión descargable de Cinnamoroll para usar con el software MikuMikuDance hasta el 31 de agosto de 2012. En octubre de 2012, el proyecto OSTER anunció un álbum llamado "Cinnamon Trip!!", que fue lanzado en Japón el 12 de diciembre de 2012. Hay 9 canciones en el álbum, cada una cantada por Cinnamoroll y sus amigos, incluidos Cinnamoangels y Lloromannic. Cada canción tiene su propio tema, como la canción de Mocha "Petit Paris", que tiene lugar en París, Francia, y "Hawaiian Angels", que tiene lugar en Hawaii y es cantada por los Cinnamoangels.

## Recepción
Cinnamoroll fue el segundo personaje de Sanrio más exitoso en 2005, después de Hello Kitty. La popularidad de Cinnamoroll y sus personajes secundarios comenzó en 2005 con un " spin-off " llamado The Cinnamoangels que presenta al amigo de Cinnamoroll, Mocha, Chiffon y Azuki. En 2011, Cinnamoroll consiguió su propio blog en el sitio web japonés de blogs y redes sociales Ameba. En 2012, Cinnamoroll celebró su décimo aniversario. Para celebrar el décimo aniversario de Cinnamoroll, el aeropuerto Haneda de Tokio tuvo una exhibición de Cinnamoroll que mostraba fotografías tomadas por fanáticos y algunas fotografías originales de Cinnamoroll.  También hay una estatua de Cinnamoroll que se puede ver afuera de la sede de Bandai en Tokio, Japón.
La cuenta oficial de Twitter de Cinnamoroll sufrió ciberacoso en 2015. Un grupo de usuarios de Twitter comenzó a responder a los tuits de la cuenta con comentarios ofensivos sobre el personaje en marzo de 2015, y la perturbación empeoró en mayo. El 11 de mayo, un tuit del Twitter oficial decía: "Chiffon: "¡Buenos días! Cinnamon no quiere salir del todo esta mañana, así que salí yo. Protegeré a Cinnamon, así que espero que todos sus amigos también lo cuiden". fue publicado, refiriéndose al continuo acoso. En respuesta, Sanrio bloqueó a los culpables.
Cinnamoroll fue votado como el número 1 en el Sanrio Character Rankings 2017-2018, y nuevamente en 2020-2024.